# Съюз на българските керамици
Съюзът на българските керамици е организация на представителите на тухларни керамични фабрики, създадена през 1926 г. по идея на инж. Христо Далкалъчев под името „Сдружение на производителите на строителна керамика – тухли и цигли“. Същата година се провежда и първият съюзен конгрес. На този конгрес участващите представители на тухларните керамични фабрики дават името „Съюз на българските керамици“. За председател е избран инж. Христо Далкалъчев. През 1927 г. се провежда вторият конгрес, а през 1928 г. – третият редовен конгрес. Тогава се взема решение, съюза да има свое периодично издание, което да излиза веднъж в месеца. Така се слага началото на „Известия на съюза на българските керамици“. Първия брой излиза след конгреса на съюза през 1928 г.
Съюзният конгрес става ежегодно събитие. В повечето случаи, конгресите се провеждат през пролетта, но има изключения.
Председателят на съюза изнася доклад на управителния съвет, а по време на конгреса е воден протокол, воден е списък на присъстващите представители на керамичните фабрики и на съюзните членове. На конгресите биват разисквани различни по своето същество въпроси и научни реферати (например – на XIV редовен конгрес на съюза, Рудолф Здравков чете реферат на тема: „Керамични машини, избор и съчетания“, който реферат после е публикуван в „Известия“, на друг конгрес – XII, състоял се на 22 март 1937 г., инж. химик Йордан Чолаков говори пред конгреса на съюза за необходимостта за създаването на „Институт за силикатни изследвания“). Дълги години председател на съюза е проф. Стефан Димитров, който към 1934 г. става почетен председател. Българските керамици имат свой професионален празник и патрон – „Св. Спиридон“, който празнуват на 23 декември с шествие по централните софийски улици със съюзното знаме и молебен в черква. Знамето на съюза е квадратно с размери 100 на 100 cm, изработено от копринен плат от две лица и цвят на светла теракота (цвета на печена червена цигларска глина). На едната страна е извезан образът на „Св. Спиридон“ от една стара икона, а от другата страна със златни извезани букви „Съюз на българските керамици“ и годината на учредяването на съюза. Днес това съюзно знаме е в неизвестност.
Съюзът на българските керамици просъществувал до 1947 г., когато биват забранени и закрити всички такива съюзи, сдружения и други от народната власт.
Едни от първите български керамици са:
- Надежда Василева, родена през 1892.
- Константин Куцаров, 1895 – 1965
- проф. Стоян Райнов, 1994 – 1978
- Аврам Шошев, роден 1899
- Иванка Пейчева, родена 1900
- Магдалена Кънчева, родена 1904
- проф. Георги Коларов, 1908 – 1997